# Jinogondolella
Genre
Jinogondolella est un genre éteint de conodontes de l'ordre des ozarkodinides et de la famille des Gondolellidae.

## Systématique
Le genre Jinogondolella a été créé en 1994 par les paléontologues et géologues Shilong Mei (d) et Bruce R. Wardlaw (d).

## Liste d'espèces
- †Jinogondolella aserrata
- †Jinogondolella altudaensis
- †Jinogondolella nanginkensis
- †Jinogondolella postserrata

Selon Paleobiology Database (26 septembre 2022), ce genre n'est plus représenté.

## Stratigraphie
Le début de l'étage du Roadien, du milieu du Permien, est défini comme le moment de l'apparition stratigraphique de fossiles de l'espèce de conodontes Jinogondolella nankingensis. 
La fin du Roadien (et le début du Wordien) est défini comme la place dans les enregistrements stratigraphiques où les fossiles de Jinogondolella aserrata font leur apparition. 
Le sommet du Wordien (qui est aussi la base de l'étage du Capitanien) est défini comme le moment de l'apparition stratigraphique de fossiles de l'espèce de conodonte Jinogondolella postserrata.
Le Capitanien contient trois biozones à conodontes :
- zone à Clarkina postbitteri hongshuiensis ;
- zone à Jinogondolella altudaensis ;
- zone à Jinogondolella postserrata.

## Publication originale
- (en) Mei S. & Wardlaw B/R., 1994. « Jinogondolella, a new genus of Permian gondolellids ». Abstract, International Symposium on Permian Stratigraphy, Environments and Resources, with International Meetings of Pangea Project GSGP, IGCP 306 and 359, p. 20-21.